# Sandy Casar

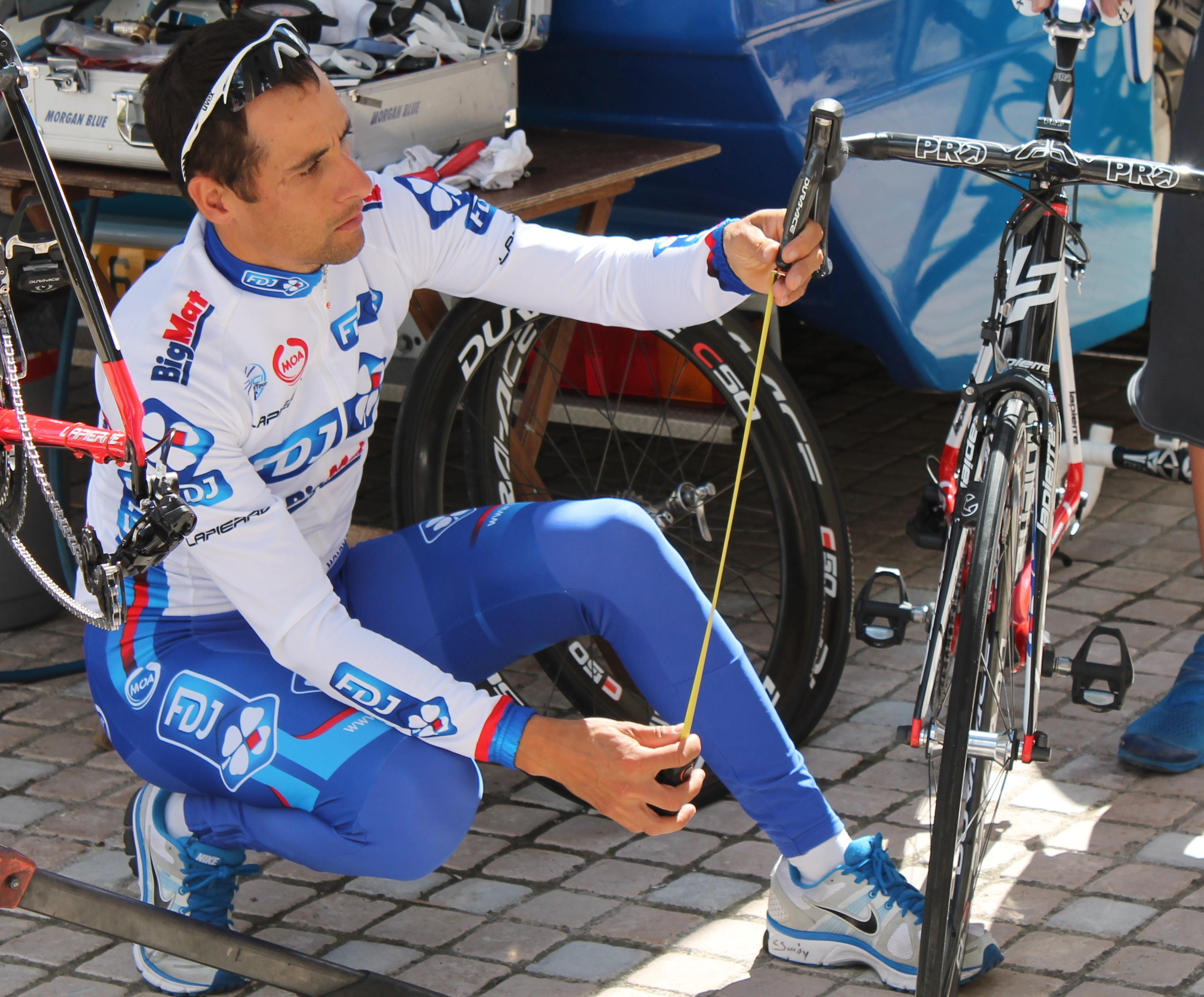
Sandy Casar
ciclista francês

Sandy Casar (Mantes-la-Jolie, 2 de fevereiro de 1979) é um ciclista profissional francês.